# Cyttaralopha loxographa
Cyttaralopha loxographa är en fjärilsart som beskrevs av George Thomas Bethune-Baker 1908. Cyttaralopha loxographa ingår i släktet Cyttaralopha och familjen nattflyn. Inga underarter finns listade i Catalogue of Life.